# Ernst von Dobschütz

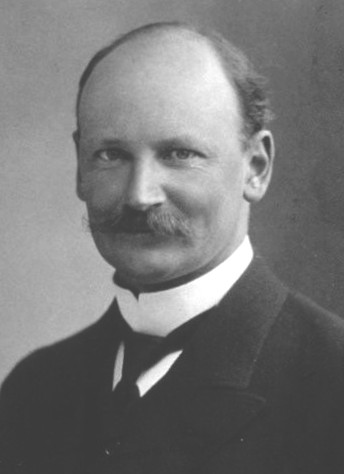
Ernst von Dobschütz, 1904

Das Exlibris von Ernst von Dobschütz von 1891

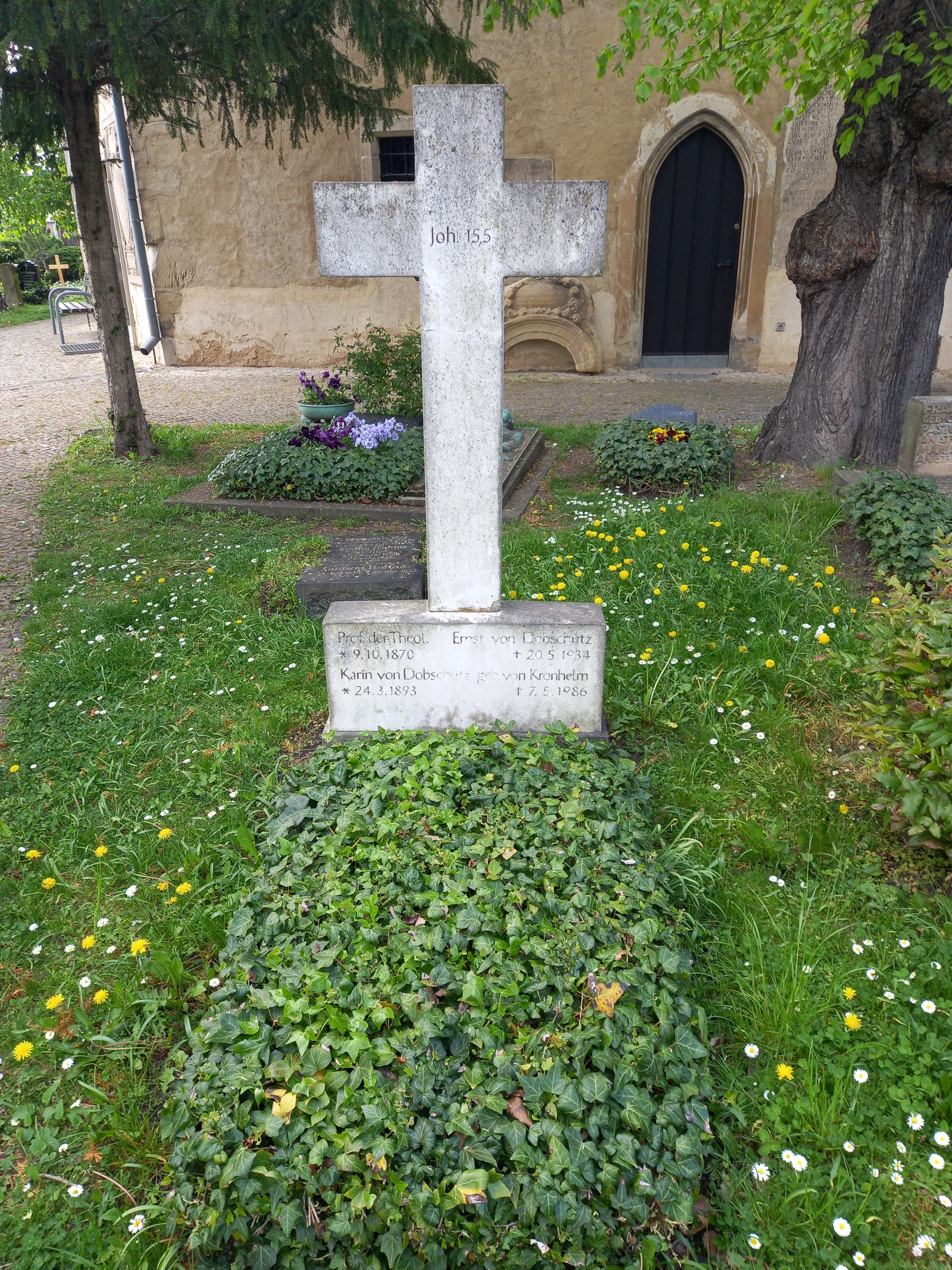
Das Grab von Ernst von Dobschütz und seiner Ehefrau Karin, geborene von Kronhelm, auf dem evangelischen Laurentiusfriedhof in Halle

Ernst Adolf Alfred Oskar Adalbert von Dobschütz (* 9. Oktober 1870 in Halle (Saale); † 20. Mai 1934 ebenda) war ein deutscher evangelischer Theologe mit den Schwerpunkten Theologie des Urchristentums und Geschichte der Alten Kirche (Patristik). Er hat auch wichtige Beiträge zur neutestamentlichen Textkritik geleistet. 

## Familie
Ernst von Dobschütz entstammte dem alten schlesischen Adelsgeschlecht von Dobschütz und war der Sohn des preußischen Oberst Adalbert von Dobschütz und dessen zweiter Ehefrau Anna Freiin von Seckendorff. Sein älterer Halbbruder war der preußische Generalmajor Carl von Dobschütz.
Dobschütz heiratete am 29. Dezember 1919 in Halle (Saale) Karin von Kronhelm (* 24. März 1893 in Breslau; † 7. Mai 1986 in Halle), die Tochter des preußischen Generalmajors Curt von Kronhelm und der Clara Schwarz. Die Ehe blieb kinderlos.
Seiner Familientradition entsprechend war er Rechtsritter des Johanniterordens.

## Leben

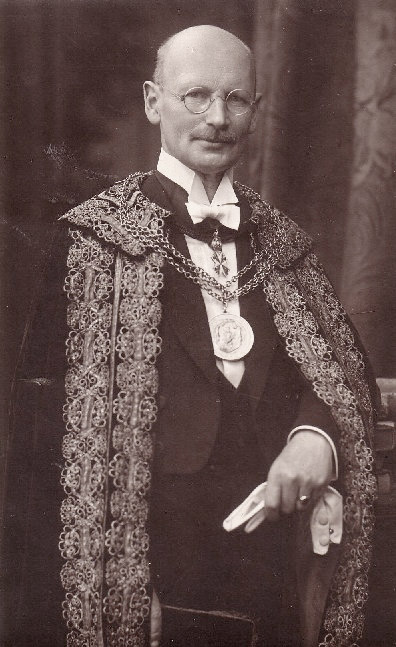
Von Dobschütz im Ornat eines Rektors der Universität Halle einschließlich einer Rektorkette und dem Johanniterorden um den Hals (1922)

Nach seinen Jugendjahren in Wiesbaden und bestens bestandenem Abitur am dortigen Königlichen Gymnasium (13. Februar 1888), studierte Dobschütz ab Herbst 1888 Theologie zunächst an der Universität Leipzig; seine Lehrer waren Franz Delitzsch, Georg Heinrici und Christoph Ernst Luthardt. Ab Sommer 1890 war er an der Universität Halle bei Martin Kähler eingetragen, ab Herbst 1890 an der Universität Berlin bei Adolf von Harnack; aus einer Seminararbeit bei Harnack wurde seine Lizentiatendissertation (1892). 1893 habilitierte Dobschütz an der Universität Jena. Anschließend ab 1893 war er Privatdozent an dieser Universität, bis er 1898 ebenfalls dort zum ao. Professor berufen wurde. 1904 folgte er dem Ruf an die Universität Straßburg im Elsass als Nachfolger von Heinrich Holtzmann, 1910 wurde er Professor an der Universität Breslau, 1913 erhielt er den Ruf an die Universität Halle, an deren Theologischer Fakultät er bis zu seinem Tod im Jahr 1934 lehrte. Kurz nach seiner Berufung war er allerdings von 1913 bis 1914 als Austausch-Professor an der Harvard University in Cambridge (Massachusetts) (USA) und machte von dort eine Vortragsreise durch die USA (z. B. erwähnt am 21. November 1913 am Lowell Institute, Boston).
Im Ersten Weltkrieg war Dobschütz als Johanniter-Ritter nebenberuflich Schriftführer der Genossenschaft freiwilliger Krankenpfleger in Halle, die 1909 von dem Arzt Bruno Glatschke gegründet worden war.
In den Jahren 1922 bis 1925 war er dreimal jeweils für kurze Zeit interimistischer Rektor der Universität Halle, das erste Mal vom 12. Juli 1922 bis 1923, ein weiteres Mal vom 28. April bis 12. Juli 1924 und ein drittes Mal vom 1. April 1925 bis 12. Juli 1925.
Ernst von Dobschütz ist Autor weltweit beachteter theologischer Fach- und Lehrbücher, die noch heute von Studenten und Wissenschaftlern aller Konfessionen genutzt werden. H. Andreae schrieb 1944 in einer Zeitung: „Der evangelische Theologe Ernst Adolf Alfred Oskar Adalbert von Dobschütz ist in die Wissenschaftsgeschichte als tiefgründiger Religionsforscher eingegangen, der überdies das Wesen des Christentums nicht als Gedanke über Gott oder als Kultur verstand, sondern als Leben der Liebe und allen Menschen angebotenes Reich Gottes.“
Ernst von Dobschütz wie auch seine Mutter Anna, geb. Freiin von Seckendorff, führten eine regelmäßige Korrespondenz mit Pastor Friedrich von Bodelschwingh und seinem gleichnamigen Sohn, den Leitern der v. Bodelschwinghschen Anstalten in Bethel.
Dobschütz verstarb am 20. Mai 1934, im Alter von 63 Jahren, in Halle. Er wurde auf dem Laurentiusfriedhof (Feld IV) bestattet.

## Mitgliedschaften
- Mitglied der Deutsch-Nationalen Volkspartei DNVP (von 1919 bis zur Auflösung 1933)
- Mitglied der Akademie gemeinnütziger Wissenschaften zu Erfurt (ab 1922)
- Ehrenvorsitzender der Gefängnisgesellschaft für die Provinz Sachsen (1930)

## Ehrungen
- Ehrenmitglied der Society of Biblical Literature in Chico (Kalifornien) (USA, 1913)
- Rot-Kreuz-Medaille 3. Klasse (Erster Weltkrieg)
- Rot-Kreuz-Medaille 2. Klasse (Erster Weltkrieg)
- Verdienstkreuz für Kriegshilfe (Erster Weltkrieg)
- Ehrendoktor der Universität Uppsala (Schweden, 5. November 1932)
- Ehrendoktor der Universität Berlin
- Ernst-von-Dobschütz-Weg: Am 6. Mai 2015 beschloss der Stadtrat der Stadt Halle (Saale) einstimmig die Benennung einer neuen Erschließungsstraße im Gebiet des Bebauungsplanes Nr. 70.3 „Büschdorf Nord-Ost II, Am Diemitzer Graben“ in Ernst-von-Dobschütz-Weg.[1]

Ankündigung der Probevorlesung in Jena am 11. November 1893
Einladung des Kaisers in den Palast zu Straßburg (Palais du Rhin) am 30. August 1908
Sonderdruck-Titel Das Urchristentum im Lichte unserer Zeit von 1917
Übergabe des Rektorats an der Universität Halle am 12. Juli 1922

## Schriften
- Ein Beitrag zur Euthaliusfrage. In: Zentralblatt für Bibliothekswesen, Jg. 10 (1893), S. 49–70 (online).
- Studien zur Textkritik der Vulgata. J. C. Hinrichs’sche Buchhandlung, Leipzig 1894.
- Christusbilder. Untersuchungen zur christlichen Legende. Texte u. Untersuchungen zur Geschichte der altchristlichen Literatur. Leipzig 1899. (Digitalisat)
- Der Roman in der Altchristlichen Literatur. In: Die Deutsche Rundschau 111 (1902).
- Die urchristlichen Gemeinden; Sittengeschichtliche Bilder. J. C. Hinrichs’sche Buchhandlung, Leipzig 1902.
- Der Prozess Jesu nach den Acta Pilati; in: Zeitschrift für die neutestamentliche Wissenschaft und die Kunde der älteren Kirche, 1902
- Probleme des apostolischen Zeitalters. Fünf Vorträge in Hannover im Oktober 1903; Leipzig: J. C. Hinrichs‘sche Buchhandlung, 1904
- Christian Life in the Primitive Church; New York: Putnam’s Verlag, 1904
- Sakrament und Symbol; in: Studien und Kritiken, 1905
- Das apostolische Zeitalter; Tübingen: Mohr, 1906
- Das Christentum in Wissenschaft und Bildung; Co-Autoren: C. Cornill, W. Herrmann, W. Staerk; Leipzig: Quelle & Meyer, 1908
- Griechentum und Christentum; in: Paul Herre (Hg.): Das Christentum; Leipzig: Quelle & Meyer, 1908
- The Apostolic Age; London: Philip Green, 1909; Boston: Boston American Unitarian Association, 1910
- Die Thessalonicher-Briefe; Göttingen: Vandenhoeck & Ruprecht, 1909 (Nachdruck 1974)
- Wann las Victor von Capua sein Neues Testament?; in: Zeitschrift für Neutestamentliche Wissenschaft 10 (1909)
- Das Decretum Gelasianum de Libris recipiendis et non recipiendis; Leipzig: J. C. Hinrichs’sche Buchhandlung, 1912
- The Influence of the Bible on Civilization; Edinburgh 1914; New York: Scribners, 1914 (Neudrucke: New York: Frederick Ungar Publishing, 1959; Bertrams Print on Demand, Großbritannien 2005; Lightning Source Inc. 2005)
- Das Urchristentum im Lichte unserer Zeit; in: Theologische Studien und Kritiken, Sonderdruck für die Mitglieder der Sächsischen Kirchlichen Konferenz 1917; Gotha: Friedrich Andreas Perthes, 1917
- Vom vierfachen Schriftsinn. Die Geschichte einer Theorie; in: Harnack-Ehrung: Beiträge zur Kirchengeschichte ihrem Lehrer Adolf von Harnack zu seinem siebzigsten Geburtstag (7. Mai 1921) dargebracht von einer Reihe seiner Schüler; Leipzig 1921
- Eberhard Nestle’s Einführung in das Griechische Neue Testament; Göttingen: Vandenhoeck & Ruprecht, 1923
- Zur Liste der neutestamentlichen Handschriften; in: Zeitschrift für die neutestamentliche Wissenschaft und die Kunde der älteren Kirche 23 (1924), S. 248–264; 25 (1926), S. 299–306; 27 (1928), S. 216–222; 32 (1933), S. 185–206
- Der Apostel Paulus; Teil 1: Seine weltgeschichtliche Bedeutung; Halle: Buchhandlung des Waisenhauses, 1926
- Das Neue Testament; Halle: Buchhandlung des Waisenhauses, 1927
- Vom Auslegen des Neuen Testaments. Drei Reden; Göttingen: Vandenhoeck & Ruprecht, 1927
- Der Apostel Paulus; Teil 2: Seine Stellung in der Kunst; Halle: Buchhandlung des Waisenhauses, 1928
- Matthäus als Rabbi und Katechet; in: Zeitschrift für die neutestamentliche Wissenschaft und die Kunde der älteren Kirche, 1928 (Sonderdruck: Wissenschaftliche Buchgesellschaft, Darmstadt 1980)
- Die fünf Sinne im Neuen Testament; in: Journal of Biblical Literature, 1929
- Bludau. Die Schriftfälschungen der Häretiker. Milne, The Gospels of Augustine. Glunz, Die lat. Vorlage der westsächs. Evangelienversion; in: Gnomon, Heft 5 (1929), S. 330f.; Berlin: Verlag der Weidmannschen Buchhandlung, 1929
- Die Bekehrung des Paulus; in: Repertorium für Kunstwissenschaft 50 (1929)
- Das Apostolicum in biblisch-theologischer Beleuchtung; Gießen: Toepelmann, 1932
- Prädestination; in: Theologische Studien und Kritiken 106 (1934), S. 9f; Gotha: Leopold Klotz, 1934
- Die Bibel im Leben der Völker; Witten: Luther-Verlag, 1934 (Zweite Auflage: Witten 1936).
  - Die Bibel im Leben der Völker. In neuer Bearbeitung herausgegeben von Alfred Adam, Berlin: Evangelische Verlagsanstalt 1954.
- Zum Wortschatz und Stil des Römerbriefs; in: Zeitschrift für die neutestamentliche Wissenschaft und die Kunde der älteren Kirche 33 (1934), S. 51f; Gießen: Alfred Töpelmann, 1934

Darüber hinaus war er Herausgeber einiger theologischer Werke.

## Nachlass
Dobschütz’ Nachlass befindet sich im Archiv der Berlin-Brandenburgischen Akademie der Wissenschaften und wird seit 1996 von Christoph Markschies bearbeitet. Dobschütz plante für das Berliner Kirchenvätercorpus Die griechischen christlichen Schriftsteller der ersten Jahrhunderte eine wissenschaftliche Urtextausgabe der neutestamentlichen Apokryphen. Sein Nachlass enthält sorgfältige Handschrifteninventare und bis heute brauchbare Ausgabenfragmente. Die Edition solcher Apokryphen setzt Markschies nun fort und stützt sich dabei neben dem Dobschütz-Nachlass vor allem auf die Textausgaben von Edgar Hennecke (1865–1951; Handbuch zu den neutestamentlichen Apokryphen, Tübingen 1904) und Wilhelm Schneemelcher (1914–2003; Neutestamentliche Apokryphen in deutscher Übersetzung, Tübingen 1959–1997).